# Gélou
Gélou, née Geneviève Cognet à Lille le 10 août 1937, et morte le 23 novembre 2014 à Neuilly-sur-Seine, est une actrice et chanteuse française qui fut la première chanteuse de rock 'n' roll en France[Information douteuse].

## Biographie
Après avoir passé son bac, elle entre au conservatoire d'art dramatique de Lille et obtient le 1er prix de comédie. Elle se rend à Paris et s'inscrit au Cours Simon. À la suite d'un pari avec ses amis, elle s’inscrit aux « Numéros 1 de demain », un concours de chant sur Europe 1, qu'elle gagne. Elle entre chez Barclay et y enregistre deux disques (1957). Le choix des chansons ne lui plaisant pas, un conflit éclate avec son éditeur, qu'elle quitte pour rejoindre les disques BAM en 1961.
Elle monte alors le groupe de rock, Rockin' Gélou et le Machiavel Rock. Elle participe en 1961 au festival de rock du cabaret Le Tabarin et devient  la première chanteuse de rock 'n' roll en France, pour le public et pour tous les médias[réf. nécessaire]. Tout s’enchaîne : tournées avec Gilbert Bécaud, Sacha Distel, Vince Taylor, l'Olympia avec les Pirates, concerts et télés à l'étranger. Elle enregistre plusieurs disques dont Salomé, qui obtient un petit succès.
Également comédienne, Gélou joue au théâtre pendant un an la pièce Deux pieds dans la tombe (1961), et Pas d'usufruit pour tante Caroline, avec Pierre Dac et Paul Préboist (1962). Parallèlement, elle mène une carrière d'actrice au cinéma dans Les Livreurs, de Jean Girault (1961), C'est pas moi, c'est l'autre, de Jean Boyer (1962), Le quatrième sexe, de Alfonso Gimeno et Michel Wichard (1963).
Après quelques années à chanter du rock, lassée de n'être qu'une interprète, elle écrit ses propres chansons sous le nom de Geneviève Cognet, ne pouvant s'inscrire à la Sacem sous le nom de Gélou. Elle entre chez Vogue. Elle y enregistre plusieurs titres dont Oublie ton chagrin, Tu peux rire de moi (1966).
En 1967, enceinte de son premier enfant, elle participe au prix Paul Fort, à La Closerie des Lilas, qu'elle remporte avec  Mer du Nord, titre phare de son 10e et dernier disque paru chez Epic. Un an plus tard, elle décide d'arrêter la scène et se met à écrire pour les autres.
Elle apparait en 2008 dans un épisode de la série télévisée Chante ! diffusée sur France 2.
Gélou meurt le 23 novembre 2014 des suites d'une intervention cardiaque à l'âge de 76 ans.

## Filmographie

### Cinéma
- 1961 : Un dur métier, court métrage de Jean-Claude Roy
- 1961 : Les Livreurs de Jean Girault
- 1962 : C'est pas moi, c'est l'autre de Jean Boyer - rôle : Miss Betty, la twisteuse (sous le nom de Gelot)
- 1963 : Le Quatrième sexe de Alfonso Gimeno et Michel Wichard (non créditée au générique)

### Télévision
- 2008 : Chante !, série TV, France 2, épisode Un job à tout prix de Jean-Marc Thérin - rôle : Fafa

## Théâtre
- 1961 : Deux pieds dans la tombe de Frédéric Valmain, tirée d'un roman policier américain de John Lee Thompson, mise en scène de Jean Dejoux, Théâtre Charles-de-Rochefort
- 1962 : Pas d'usufruit pour tante Caroline de Frédéric Valmain et Jean Dejoux, mise en scène de Jean Dejoux, Théâtre Charles-de-Rochefort, rôle de Chaton

## Discographie

### Supers 45 tours

#### Sous le nom de Gélou
1. 1957 : Œil de verre, jambe de bois (Jacques Verrières - Gaby Wagenheim) / Mon bon vieux phono (Fernand Bonifay - J. Hourdreaux - Jean Claudric) / Ah ! Dis-donc, dis-donc (Alexandre Breffort - Marguerite Monnot) / Dixieland bastringue (P. Descartes), Accompagnée par Onésime Grosbois et son orchestre, (Barclay 70 088)
2. 1957 : Java partout (Léo Ferré)  / Mon vieux marin (Frédéric Botton) / Y’avait (Jacques Verrières - Marguerite Monnot) /  La Java des Gaulois (Bernard Lelou - Ricet Barrier), Accompagnée par Onésime Grosbois et son orchestre, (Barclay 70 177)
3. 1961 : Rockin' Gelou : Donne, donne, donne... (Boris Vian - Henri Salvador) / Tant qu'il y aura (Jean Renard) / Gan eden (David Reich - Claude Delon) / C'est un fou (Guy Bertret - Christian Jollet - Royce Swaim), Accompagnée par Claude Delon et son orchestre, (Bam EX 268)
4. 1961 : N°2 : Salomé (Henri Bataille - Louis Lemarchand - Robert Stolz) / Les Millions d'Arlequin (Nouvelle version en nouveaux francs) (Louis Maubon - Marcel Bertal - Riccardo Drigo) / Arrête-toi où l'on danse (Crystal Jones - Pierre Saka) / Crie mon cœur (Claude Carrère - Ralph Bernet), Accompagnée par Claude Delon et son Machiavel's Rock, (Bam EX 278)
5. 1962 : N°3 - 4 super twists pour la danse : Viens twister ! (Ay ay ay) (André Salvet - Claude Carrère - Osman Perez-Freire) / Dieu m'a faite pour toi (Geneviève Cognet - Claude Carrère) / C'est toi qui m'as appris l'amour (Claude Carrère - Charles Rinieri) / Ils croient à leur danse (Claude Carrère - Daniel Hortis - Crystal Jones), Accompagnée par Claude Delon et son Machiavel's Rock, (Bam EX 279)
6. 1962 : N°4 : Délivre-moi (Unchain My Heart) (Agnes Jones - Freddy James - Pierre Delanoé) / Le Troisième homme (Harry Lime Theme) (Anton Karas - Louis Hennevé - Louis Palex) / Baby, c'est vous (Baby, It's You) (Barney Williams - Burt Bacharach - Guy Bertret - Mack David - Roger Desbois) / Loréla (Hey, Lawdy Lawdy) (Charles Singleton - Danyel Gérard), Accompagnée par Christian Chevallier et son orchestre, (Bam EX 288)
7. 1962 : N°5 : Notre amour renaîtra (du film C'est pas moi, c'est l'autre) (Charles Aznavour - Georges Garvarentz) / Je te garderai (C. Nicolas - Georges Garvarentz) / Pour l’amour de toi (Georges Bizet - Monjol - A. Seguian) / Demain (du film C’est pas moi, c’est l’autre) (Charles Aznavour - Georges Garvarentz), Accompagnée par Jean Bouchéty et son orchestre, (Bam EX 298)

#### Sous le nom de Geneviève Cognet
1. 1965 : Oublie ton chagrin (Geneviève Cognet - René Jolivet) / So long (Geneviève Cognet) / Pourquoi faut-il ? (Geneviève Cognet) / Tu peux rire de moi (Geneviève Cognet), Accompagnée par Jean Bouchéty et son orchestre, (Disques Vogue EPL 8347)
2. 1966 : Michael, attends moi (Geneviève Cognet) / Pour une fois seulement (Geneviève Cognet - René Jolivet) / Au revoir ma plage (Geneviève Cognet) / Oublie son nom (Geneviève Cognet), Accompagnée par Jean Bouchéty et son orchestre, (Vogue EPL 8405)
3. 1967 : Mer du Nord (Geneviève Cognet) / M’aimeras-tu encore au printemps ? (Geneviève Cognet) / Pélagie (Geneviève Cognet) / Pelles noires, pelles blanches (Geneviève Cognet), Accompagnée par André Borly et son orchestre, (Epic / CBS 9073)

#### Chansons écrites pour d'autres interprètes
1. 1964 : Mick Micheyl : Tu m’as volé (Geneviève Cognet - Mick Micheyl), (EP Decca 460.843 M)
2. 1965 : Caroline Rami : Faites-moi donc faire du cinéma (Geneviève Cognet - René Jolivet), (EP Bel Air 211338)
3. 1967 : Liz Sarian : La route qui mène au retour (Geneviève Cognet - Jean Darcelle) / Je te regarde (Geneviève Cognet), (EP Disques Vogue EPL 8510)
4. 1967 : Aimable : La route qui mène au retour (Geneviève Cognet - Jean Darcelle), (LP Disques Vogue CLVLX. 136-30)